# گو مین شی
کو مین شی (به کره‌ای: 고민시) (زاده ۱۵ فوریه ۱۹۹۵)، معروف به گو مین شی، بازیگر، مدل و کارگردان کره‌ای تحت کمپانی میستیک استوری است. وی بخاطر بازی در نقش‌های برجسته در دراماهای خانه شیرین، لاو آلارم، جوانان ماه مه و فیلم جادوگر شناخته شده‌است.

## حرفه
گو مین شی اولین کارگردانی خود را با فیلم رمان موازی (Parallel Novel) که خودش هم در آن نقش آفرینی کرده در سال ۲۰۱۶ آغاز کرد و توانست با آن جایزه بزرگ «جشنواره فیلم ۳ دقیقه‌ای» را از آن خود کند. در همان سال، او پس از حضور در وب درامی بنام ۷۲ثانیه، بر شهرتش افزوده شد. او همچنین در موزیک ویدیویی بنام Sign از Thunder حضور یافت.
در سال ۲۰۱۷، گو مین شی در وب درامای Absolutely Perfect Man بازی کرد. او همچنین قبل از حضور در درامای Hello, My Twenties! 2و درامای فانتزی Meloholic با درامای تاریخی My Sassy Girlدر تلویزیون شروع به کار کرد.
در سال ۲۰۱۸، گو مین شی حضور افتخاری در مجموعه کمدی تلویزیونی خنده در وایکیکی و درامای زندگی کن داشت. او همچنین به جمع بازیگران سریال Forgotten Season که دومین سریال از نهمین فصل (۲۰۱۸) دراماهای ویژه شبکه کی بی اس بود و سریال معمایی The Smile Has Left Your Eyes پیوست. او در فیلم Cheese in the Trap که اقتباسی از سریالی به همین نام است و فیلم جادوگر: بخش ۱. انهدام حضور یافت. برای دومین فیلم گو مین شی نامزد جایزه بهترین بازیگر مکمل زن در پنجاه و پنجمین مراسم Grand Bell Awards شد و او همچنین برنده جایزه Popular Star در هفت امین مراسم Korea Best Star Awards شد.
در سال ۲۰۱۹، گو در فیلم کره ای-ژاپنی درام تاریخی اکشن The Battle: Roar to Victor نقشی با نام هواجا که راوی بود گرفت. او یک نقش مکمل در سریال نتفلیکس لاو آلارم که دختر خاله نقش اصلی بود قبول کرد. گو همچنین در مجموعه تلویزیونی هیجان انگیز بوتیک سری ظاهر شد که برای آن برنده بهترین بازیگر زن جدید د مراسم جوایز SBS Drama 2019 شد.
در ۲۰۲۰، گو در کی بی اس درامای ویژه با نام The Reason Why I Can't Tell You و دراما فیلم Set Play و سریال نتفلیکس خانه شیرین که اقتباسی از وبتونی با همین نام است حضور یافت.
در ۲۰۲۱، او در درامای جوانان ماه مه حضور یافت و در سریال اکشن ماجرایی جیریسان، که یکی دیگر از آثار کارگردان سریال خانه شیرین لی ایونگ بوک است هم نقش‌آفرینی کرد.

## فیلم‌شناسی

### فیلم
| سال  | عنوان                | نقش         | یادداشت                     | منابع  |
| ---- | -------------------- | ----------- | --------------------------- | ------ |
| ۲۰۱۶ | Parallel Novel       | زن          | کاگردان این فیلم کوتاه است. | [ ۲ ]  |
| ۲۰۱۸ | پنیر در تله          | دختر خردسال |                             | [ ۱۴ ] |
| ۲۰۱۸ | جادوگر:بخش ۱. انهدام | دو میونگ هی |                             | [ ۱۵ ] |
| ۲۰۱۹ | نبرد: غرش پیروزی     | هواجا       |                             | [ ۱۸ ] |
| ۲۰۲۰ | Set Play             | یو سان      |                             | [ ۲۳ ] |

### مجموعه تلویزیونی
| سال     | عنوان                  | نقش          | شبکه    | یادداشت                                    | منابع  |
| ------- | ---------------------- | ------------ | ------- | ------------------------------------------ | ------ |
| ۲۰۱۷    | My Sassy Girl          | سون کیونگ    | SBS     |                                            | [ ۷ ]  |
| ۲۰۱۷    | Hello, My Twenties! ۲  | اوه هانا     | JTBC    |                                            | [ ۸ ]  |
| ۲۰۱۷    | Meloholic              | جو یئو جین   | OCN     |                                            | [ ۹ ]  |
| ۲۰۱۸    | خنده در وایکیکی        | لی مین آه    | JTBC    |                                            | [ ۱۰ ] |
| ۲۰۱۸    | زندگی کن               | اوه سونگ یی  | tvN     |                                            | [ ۱۱ ] |
| ۲۰۱۸    | درامای ویژه کی‌بی‌اس     | چوی جی یونگ  | KBS2    | Episode: "Forgotten Season"                | [ ۱۲ ] |
| ۲۰۱۸    | خنده پر کشیده از نگاهت | ایم یوری     | tvN     |                                            | [ ۱۳ ] |
| ۲۰۱۹–۲۱ | لاو آلارم              | پارک گول می  | Netflix |                                            | [ ۱۹ ] |
| ۲۰۱۹    | بوتیک سری              | لی هیون جی   | SBS     |                                            | [ ۲۰ ] |
| ۲۰۲۰    | درامای ویژه کی‌بی‌اس     | سو یون چان   | KBS2    | Episode: "The Reason Why I Can't Tell You" | [ ۲۴ ] |
| ۲۰۲۰    | خانه شیرین             | لی ایئون یو  | Netflix |                                            | [ ۲۵ ] |
| ۲۰۲۱    | جوانان ماه مه          | کیم میونگ هی | KBS2    |                                            | [ ۲۶ ] |
| ۲۰۲۱    | جیریسان                | لی دا وون    | tvN     |                                            | [ ۲۷ ] |

### وب دراما
| سال  | عنوان                  | نقش      | شبکه          | منابع |
| ---- | ---------------------- | -------- | ------------- | ----- |
| ۲۰۱۶ | 72 Seconds: Season ۳   | Remember | 72 Seconds TV | [ ۴ ] |
| ۲۰۱۷ | Absolutely Perfect Man | هانا     | Naver TV Cast | [ ۶ ] |

### حضور در موزیک ویدیو
| سال  | اسم آهنگ                | هنرمند  | منابع |
| ---- | ----------------------- | ------- | ----- |
| ۲۰۱۶ | "Sign" (feat. Goo Hara) | Thunder | [ ۵ ] |

## جوایز و نامزدی‌ها
| سال  | جشنواره                         | بخش                                           | کار نامزد شده                                     | نتیجه    | منابع  |
| ---- | ------------------------------- | --------------------------------------------- | ------------------------------------------------- | -------- | ------ |
| ۲۰۱۶ | 3rd Three Minutes Film Festival | Grand Prize                                   | Parallel Novel                                    | برنده    | [ ۳ ]  |
| ۲۰۱۸ | 55th Grand Bell Awards          | بهترین بازیگر مکمل زن                         | جادوگر:بخش ۱. انهدام                              | نامزدشده | [ ۱۶ ] |
| ۲۰۱۸ | 7th Korea Best Star Awards      | Popular Star Award                            | جادوگر:بخش ۱. انهدام                              | برنده    | [ ۱۷ ] |
| ۲۰۱۹ | 27th SBS Drama Awards           | بهترین بازیگر زن جدید                         | بوتیک سری                                         | برنده    | [ ۲۱ ] |
| ۲۰۲۰ | 34th KBS Drama Awards           | Best Actress in a One-Act/Special/Short Drama | Drama Special ("The Reason Why I Can't Tell You") | نامزدشده |        |